# Мостово (Остроленцький повіт)
Мостово (пол. Mostowo) — село в Польщі, у гміні Ольшево-Борки Остроленцького повіту Мазовецького воєводства.
Населення — 116 осіб (2011).
У 1975-1998 роках село належало до Остроленцького воєводства.

## Демографія
Демографічна структура станом на 31 березня 2011 року:
|          | Загалом | Допрацездатний вік | Працездатний вік | Постпрацездатний вік |
| -------- | ------- | ------------------ | ---------------- | -------------------- |
| Чоловіки | 57      | 9                  | 42               | 6                    |
| Жінки    | 59      | 13                 | 33               | 13                   |
| Разом    | 116     | 22                 | 75               | 19                   |